# Aphanius apodus
Aphanius apodus е вид лъчеперка от семейство Cyprinodontidae.

## Разпространение
Видът е разпространен в Алжир.

## Описание
На дължина достигат до 5 cm.